# Jim Calhoun

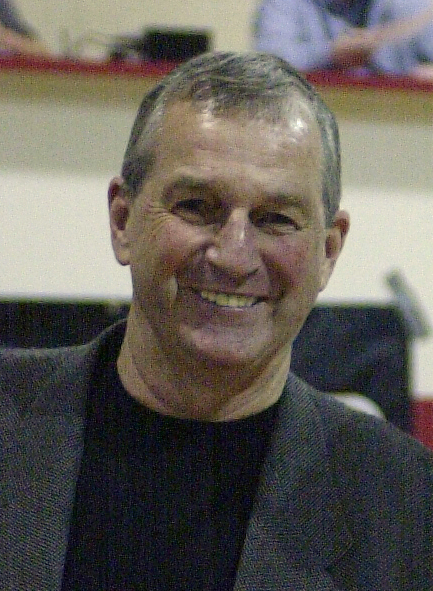
Jim Calhoun 2010

James A. „Jim“ Calhoun (* 10. Mai 1942 in Braintree, Massachusetts) ist ein US-amerikanischer Basketballtrainer.

## Leben
Calhoun studierte bis 1968 am American International College (US-Bundesstaat Massachusetts) und war Spielführer dessen Basketballmannschaft in der zweiten NCAA-Division. Er verließ das College als Führender der ewigen Korbschützenliste der Hochschulmannschaft. Anschließend trat er im selben Bundesstaat an der Dedham High School seine erste Stelle als Basketballtrainer an. Dort blieb er bis 1972. Zwischen 1972 und 1986 hatte er das Cheftraineramt an der Northeastern University in Boston inne. Mit 250 Siegen in seiner Amtszeit gewann Calhoun mit der Hochschulmannschaft mehr Spiele als alle Basketballtrainer an der Northeastern University vor ihm.
Von 1986 bis 2012 trainierte er die Herren-Mannschaft der University of Connecticut, die Connecticut Huskies, die er 1999, 2004 und 2011 zum Gewinn der NCAA Division I Basketball Championship führte. Calhoun ist neben Mike Krzyzewski der einzige Coach, der mehr als zwei Meisterschaften gewinnen konnte, seit das NCAA-Tournament auf 64 Mannschaften erweitert wurde (1985). 2005 wurde er in die Naismith Memorial Basketball Hall of Fame aufgenommen. Zu Calhouns bekanntesten Spielern seiner „UConn“-Amtszeit zählen Richard Hamilton, Ray Allen, Kemba Walker, Emeka Okafor, Ben Gordon, Donyell Marshall, Jeremy Lamb, Andre Drummond, Hasheem Thabeet, Khalid El-Amin und aus deutscher Sicht Niels Giffey.
Im September 2018 übernahm er das Traineramt an der University of Saint Joseph Connecticut in der dritten NCAA-Division. Im November 2021 beendet er dort seine Arbeit. In seiner Amtszeit gewann die Mannschaft unter seiner Leitung 47 Spiele und verlor 17. 2020 führte er die Mannschaft zum Gewinn des Meistertitels in der Great Northeast Athletic Conference.
Calhoun überstand mehrmals Krebserkrankungen.